# Schlich-D’horn
Schlich-D’horn war bis 1969 eine Gemeinde im alten Kreis Düren in Nordrhein-Westfalen. Heute ist Schlich-D’horn eine Gemarkung der Gemeinde Langerwehe im Kreis Düren.

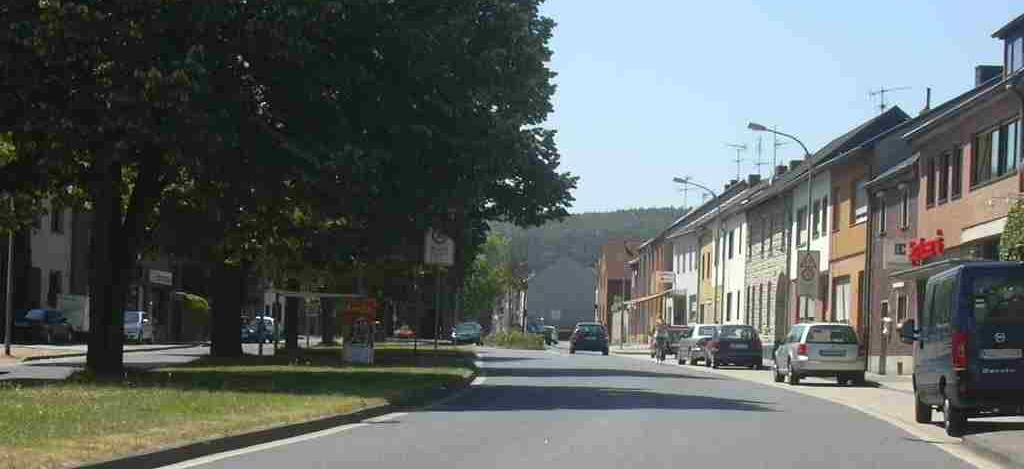
Ortskern von Schlich

## Geographie
Schlich-D’horn besteht aus den beiden Orten D’horn und Schlich, die im Osten des Gemeindegebiets von Langerwehe liegen und etwa 300 Meter voneinander entfernt sind. Beide Orte bilden heute jeweils eine Ortschaft der Gemeinde Langerwehe. Die ehemalige Gemeinde Schlich-D’horn besaß eine Fläche von 4,03 km².

## Geschichte
Seit dem 19. Jahrhundert bestand in der Bürgermeisterei Echtz (ab 1928 Amt Echtz) im Kreis Düren die Gemeinde Schlich, die nach dem Zweiten Weltkrieg in Schlich-D’horn umbenannt wurde. Am 1. Juli 1969 wurde Schlich-D’horn durch das Gesetz zur Neugliederung von Gemeinden des Landkreises Düren mit der Gemeinde Merode zur neuen Gemeinde D’horn zusammengeschlossen, die ihrerseits am 1. Januar 1972 durch das Aachen-Gesetz nach Langerwehe eingemeindet wurde.

## Einwohnerentwicklung
| Jahr | Einwohner | Quelle |
| ---- | --------- | ------ |
| 1871 | 803       | [ 6 ]  |
| 1885 | 890       | [ 7 ]  |
| 1910 | 1168      | [ 8 ]  |
| 1925 | 1286      | [ 3 ]  |
| 1939 | 1375      | [ 4 ]  |
| 1946 | 1277      | [ 9 ]  |
| 2015 | 2835      | [ 1 ]  |

## Baudenkmäler
Die Gedenkstätte der alten Kirche auf dem Friedhof D’horn, das ehemalige Pastorat in D’horn und die Alte Vikarie in Schlich stehen unter Denkmalschutz.